# إلكي تشونغ
إلكى تشونج تينج يان (من مواليد 2 نوفمبر 1998) هي مغنية وممثلة من هونج كونج تقيم حاليًا في كوريا الجنوبية. كانت في السابق ممثلة طفلة في قناة TVB في هونغ كونغ وظهرت في العديد من الأعمال الدرامية التلفزيونية.  ظهرت لأول مرة كعضوة في فرقة الفتيات الكورية الجنوبية سي إل سي في فبراير 2016.    بعد طلبها إنهاء عقدها مع كيوب في ديسمبر 2020 ، غادرت إلكي كلاً من كيوب و سي إل سي في فبراير 2021.

## ديسكغرفي

### الأغاني
| سنة                                                                          | عنوان                                          | قمة موقع    | قمة موقع     | مبيعات      | البوم                   |
| سنة                                                                          | عنوان                                          | كور غاون    | نحن العالمية | مبيعات      | البوم                   |
| كفنان رئيسي                                                                  | كفنان رئيسي                                    | كفنان رئيسي | كفنان رئيسي  | كفنان رئيسي | كفنان رئيسي             |
| ---------------------------------------------------------------------------- | ---------------------------------------------- | ----------- | ------------ | ----------- | ----------------------- |
| 2018                                                                         | "انا احلم"                                     | -           | -            | —           | غير ألبوم واحد          |
| مظاهر الموسيقى التصويرية                                                     |                                                |             |              |             |                         |
| 2016                                                                         | "بعد انتهاء المسرحية" (with لي تشانغ-سب، Huta) | -           | -            | —           | بعد انتهاء المسرحية OST |
| "—" تشير "-" إلى الأغاني التي لم يتم رسمها أو لم يتم إصدارها في تلك المنطقة. |                                                |             |              |             |                         |

## فيلموغرافيا

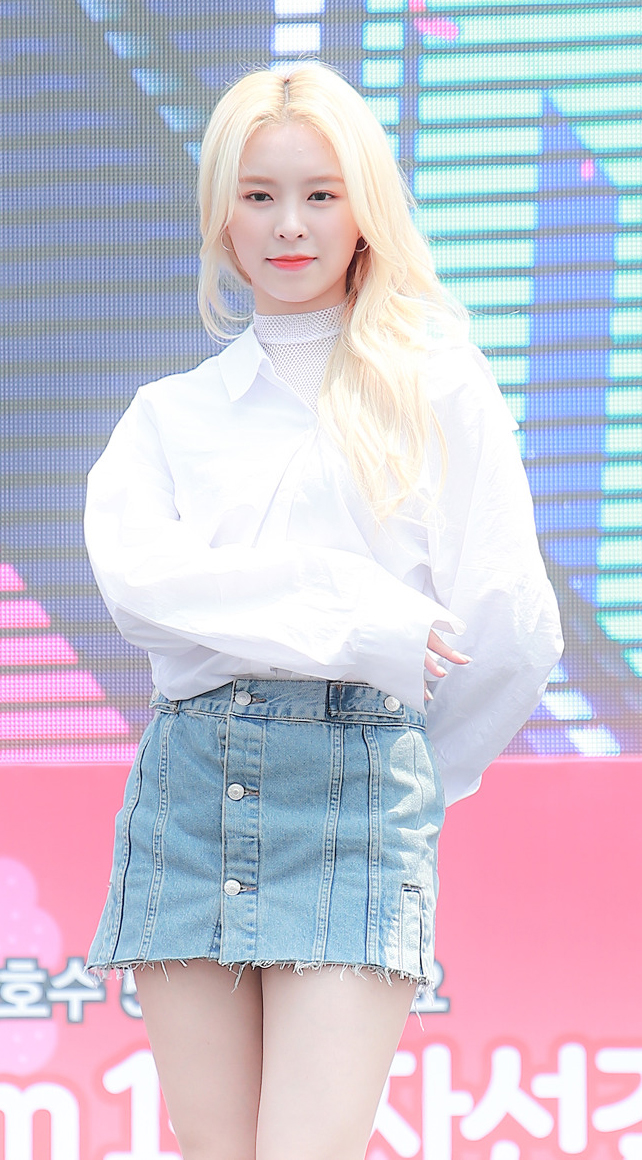
تشونغ في عام 2017

### مسلسلات تلفزيونية
| سنة  | عنوان                    | دور                          | شبكة الاتصال  |
| ---- | ------------------------ | ---------------------------- | ------------- |
| 2009 | ولد ريتش                 | كيكي                         | TVB           |
| 2010 | عشيرة العودة             | يونغ كاي                     | TVB           |
| 2010 | المشتبه بهم في الحب      | الشاب تشنغ سيو مان           | TVB           |
| 2010 | لا يمكن شراء الحب لي     | كيم كيكي                     | TVB           |
| 2010 | لا ندم                   | الشاب تشان مي تينغ           | TVB           |
| 2011 | أختي الزهرة الأبدية      |                              | TVB           |
| 2011 | عدالة الغيتو             |                              | TVB           |
| 2011 | رجال بلا ظل              | الشاب توي يان                | TVB           |
| 2012 | ثلاث ممالك آر بي جي      |                              | TVB           |
| 2012 | مرتفعات ومنخفظات         | يونغ فونغ في سن المراهقة واي | TVB           |
| 2012 | نيران صديقة              | لوك ياو يي                   | TVB           |
| 2012 | ملكات الماس والقلوب      |                              | TVB           |
| 2012 | كوبايات النمر            | نعمة او وقت سماح             | TVB           |
| 2013 | تغيير في القلب           | الشاب تونغ سين هانغ          | TVB           |
| 2013 | طريقة رائعة للعناية ll   |                              | TVB           |
| 2013 | قناص المواجهة            | الشاب وونغ يوك لينغ          | TVB           |
| 2013 | سحق أبقراط الثاني        | يانيس سوين                   | TVB           |
| 2014 | تعال إلى المنزل الحب     | شاب جميل لينغ لي             | TVB           |
| 2014 | عاصفة في شرنقة           | في سن المراهقة بون هاو يي    | TVB           |
| 2014 | تعال يا ابن عم           | الشاب كاي جينغ مان           | TVB           |
| 2014 | غدا يوم آخر              | تشونغ يي سوم                 | TVB           |
| 2014 | ضابط Geomancer           | الشاب شيك كيو                | TVB           |
| 2015 | قائمة الطعام             | يونغ مالوري ماك              | HKTV          |
| 2015 | قواعد Wudang             | وو سي موي                    | TVB           |
| 2015 | المتكلم السلس            | الشاب لام آه لوي             | TVB           |
| 2015 | قائد المصير              | الشاب وونغ تاي نوي           | TVB           |
| 2015 | لواء النخبة الثالث       | لي تشينغ                     | RTHK          |
| 2016 | الحب كقضية مفترسة        | طالب المدرسة الثانوية        | TVB           |
| 2018 | ابن عائلة ريتش           | وانغ مونغ مونغ               | ام بي سي      |
| 2019 | شيء صغير يسمى الحب الأول | يانغ مان لينغ                | تلفزيون هونان |